# Calvin Twigt
Calvin Twigt (Amsterdam-Noord, Países Bajos, 30 de enero de 2003) es un futbolista neerlandés que juega de centrocampista en el Go Ahead Eagles de la Eredivisie.

## Trayectoria
Comenzó su carrera juvenil en el SC Buitenveldert antes de pasar a la academia del F. C. Volendam. El 12 de septiembre de 2020, debutó con el Jong FC Volendam en la Tweede Divisie en la derrota a domicilio por 0-3 ante el Rijnsburgse Boys.
El 16 de octubre de 2020 debutó como profesional en el primer equipo, en la victoria por 5-1 en casa contra el Jong PSV. Entró como sustituto de Boy Deul en el minuto 88. El 23 de febrero de 2021 fue titular por primera vez con el F. C. Volendam en la victoria por 3-2 contra el Jong Ajax. El 6 de mayo de 2021 firmó un nuevo contrato con el F. C. Volendam hasta 2024.
Marcó su primer gol con el F. C. Volendam el 27 de agosto de 2021 en una victoria por 5-0 contra el MVV Maastricht.

## Estadísticas

### Clubes
Actualizado al último partido disputado el 3 de noviembre de 2024.
| Club                           | Div.          | Temporada     | Liga  | Liga  | Copas nacionales | Copas nacionales | Copas internacionales | Copas internacionales | Total | Total |
| Club                           | Div.          | Temporada     | Part. | Goles | Part.            | Goles            | Part.                 | Goles                 | Part. | Goles |
| ------------------------------ | ------------- | ------------- | ----- | ----- | ---------------- | ---------------- | --------------------- | --------------------- | ----- | ----- |
| F. C. Volendam · Países Bajos  | 2.ª           | 2020-21       | 16    | 0     | 0                | 0                | —                     | —                     | 16    | 0     |
| F. C. Volendam · Países Bajos  | 2.ª           | 2021-22       | 24    | 1     | 1                | 0                | —                     | —                     | 25    | 1     |
| F. C. Volendam · Países Bajos  | 1.ª           | 2022-23       | 16    | 1     | 1                | 0                | —                     | —                     | 17    | 1     |
| F. C. Volendam · Países Bajos  | 1.ª           | 2023-24       | 26    | 2     | 0                | 0                | —                     | —                     | 26    | 2     |
| F. C. Volendam · Países Bajos  | Total club    | Total club    | 82    | 4     | 2                | 0                | 0                     | 0                     | 84    | 4     |
| Go Ahead Eagles · Países Bajos | 1.ª           | 2024-25       | 6     | 0     | 0                | 0                | 2                     | 0                     | 8     | 0     |
| Go Ahead Eagles · Países Bajos | Total club    | Total club    | 6     | 0     | 0                | 0                | 2                     | 0                     | 8     | 0     |
| Total carrera                  | Total carrera | Total carrera | 88    | 4     | 2                | 0                | 2                     | 0                     | 92    | 4     |

## Palmarés

### Títulos nacionales
| Título                   | Club            | País         | Año  |
| ------------------------ | --------------- | ------------ | ---- |
| Copa de los Países Bajos | Go Ahead Eagles | Países Bajos | 2025 |